# Ангарские Хутора (посёлок)
Анга́рские Хутора́ — посёлок в Иркутском районе Иркутской области России. Входит Листвянское муниципальное образование. 

## География
Находится в 60 км к юго-востоку от Иркутска на правом берегу реки Ангары, по западной стороне Байкальского тракта.

## Население
| 2002 | 2010 | 2011 | 2012 |
| ---- | ---- | ---- | ---- |
| 1    | ↗31  | →31  | ↘27  |

По данным Всероссийской переписи, в 2010 году в посёлке проживал 31 человек (16 мужчин и 15 женщин).